# Lipper Nürr
Der Lipper Nürr, benannt nach dem Burbacher Ortsteil Lippe, ist die mit 617,8 m zweithöchste Erhebung des Südlichen Hellerberglandes. Er liegt knapp einen Kilometer östlich von Emmerzhausen (Landkreis Altenkirchen) und etwa 2 km nordwestlich von Lippe (Kreis Siegen-Wittgenstein) unmittelbar auf der Landesgrenze zwischen Rheinland-Pfalz (im Westen) und Nordrhein-Westfalen (im Osten).

## Lage und Umgebung
Der Lipper Nürr ist, wie fast das gesamte Südliche Hellerbergland, dicht bewaldet. Indes schließt sich bereits etwa 1 km südlich der eher durch Grünland- und Wiesenlandschaften geprägte Hohe Westerwald an, dessen Höhenlagen auch die des Lipper Nürrs leicht übersteigen – bei gleichzeitig sinkender Reliefenergie.

### Nachbarberge
Die folgenden Erhebungen umgeben den Berg im Uhrzeigersinn (in Klammern jeweils die Höhe über NN und die Entfernung):
- Norden
  - Nenkersberg (610 m, 1,4 km)
- Nordosten
  - Die Burg (595 m, 2,5 km)
- Ostnordosten
  - Die Höh (598 m, gut 5 km)
- Südosten
  - Lipper Höhe (621,4 m, knapp 3 km) – Nahtstelle zum Hohen Westerwald
- Südsüdosten
  - Kühfelderstein (638 m, gut 3,5 km) – Hoher Westerwald
- Südsüdwesten
  - Stegskopf (654 m, 2,5 km) – Hoher Westerwald
- Nordwesten, Landesgrenze RP/NRW
  - Hohenseelbachskopf (517,5 m, 5,5 km)
  - Mahlscheid (509 m, 6,7 km)

### Benachbarte Flüsse
Südwestlich des Berges fließt die Daade, östlich des Berges die Buchheller.